# Nazionale maschile di pallacanestro della Giamaica
La nazionale di pallacanestro della Giamaica è la rappresentativa cestistica della Giamaica ed è posta sotto l'egida della Federazione cestistica della Giamaica.

## Piazzamenti

### Campionati americani
- 2013 - 8°

### Campionati centramericani
- 1997 - 8°
- 2006 - 7°
- 2010 - 5°
- 2012 -  3º
- 2014 - 8°

### Campionati caraibici
- 2004 - 4º
- 2006 -  1º
- 2009 -  1º
- 2011 -  3º

## Formazioni

### Campionati americani
Campionato americano maschile di pallacanestro 20134 Ennis, 5 Uter, 6 Ewing, 7 Blair, 8 Efejuku Rose, 9 A. Scott, 10 D. Scott, 11 Jordan, 12 Walker, 13 Forbes, 14 Samuels, 15 Fernandez,        All. Sam Vincent

### Campionati centramericani
Campionato centramericano maschile di pallacanestro 20064 Lewin, 5 Carr, 6 Thomas, 7 Nicely, 8 Johns, 9 Robinson, 10 Smith, 11 McCarty, 12 Bartlett, 13 Staple, 14 Wilson, 15 Dumont,        All. -
Campionato centramericano maschile di pallacanestro 20104 Smith, 5 Hibbert, 6 Johns, 7 Blair, 8 Yates, 9 Faulknor, 10 Smith, 11 Staple, 12 Scott, 13 Ffriend, 14 Christie, 15 Leith,        All. Sam Vincent
Campionato centramericano maschile di pallacanestro 20124 Ennis, 5 Scott, 6 Toyloy, 7 Walters, 8 Ewing, 9 Alliman, 10 Grant, 11 Jordan, 12 Fernandez, 13 Ffriend, 14 Samuels, 15 Efejuku Rose,        All. Sam Vincent
Campionato centramericano maschile di pallacanestro 20144 Thomas, 5 Scott, 6 Staple, 7 Blair, 8 Efejuku Rose, 9 Alliman, 10 Rogers, 11 McLeish, 12 Grant, 13 Lawrence, 14 Fernandez, 15 Walters,        All. Sam Vincent

### Campionati caraibici
Campionato caraibico maschile di pallacanestro 2000Dumont, Dunkley, Riley, Willis-Johnston, Leslie, Bolan, Plummer, Stewartson, Robinson, Parkes, Gooden, Edwards, All. Charles Coleman
Campionato caraibico maschile di pallacanestro 2002Ffriend, Dumont, Staple, Durrant, Plummer, Dunkley, Lewis, Cross, Kamaka, Kennedy, Jarrett, Martin, Edwards, Robinson, All. -
Campionato caraibico maschile di pallacanestro 20064 Lewin, 5 Carr, 6 Thomas, 7 Jordan, 8 Johns, 9 Andrews, 10 Smith, 11 McCarty, 12 Barlett, 13 Staple, 14 Kennedy, 15 Dumont,        All. -
Campionato caraibico maschile di pallacanestro 20094 Carr, 5 Coburn, 6 Efejuku Rose, 7 Johns, 8 Rogers, 9 Walker, 10 Alliman, 11 Smith, 12 Forbes, 13 Ffriend, 14 Staple, 15 Samuels,        All. Sam Vincent
Campionato caraibico maschile di pallacanestro 20114 Coburn, 5 Whilby, 6 Ewing, 7 Blair, 8 Rogers, 9 Scott, 10 Smith, 11 Brown, 12 Bailey, 13 Grant, 14 Christie, 15 Reid,        All. -

### Giochi centramericani e caraibici
Pallacanestro maschile ai XXI Giochi centramericani e caraibici4 McLeish, 5 Bailey, 6 Christie, 7 Blair, 8 Johns, 9 Alliman, 10 Smith, 12 Scott, 13 Ffriend, 14 Whilby,        All. -
Pallacanestro maschile ai XXII Giochi centramericani e caraibici4 Black, 5 Bailey, 6 Barnes, 7 McLeish, 8 Jackson, 9 Lawrence, 10 Efejuku Rose, 11 Thomas, 12 Whilby, 13 Smith, 14 Venson, 15 Staple,        All. -